# قائمة الآثار الإسلامية بمدينة القاهرة في عصر المماليك البحرية
قائمة الآثار الإسلامية بمدينة القاهرة في عصر المماليك البحرية- تنقسم دولة المماليك في مصر إلي: دولة المماليك البحرية، ودولة المماليك البرجية(الجراكسة)، يرجع تاريخ دولة المماليك البحرية "648-792هـ/ 1250-1390م"، إلى مؤسسها السلطان نجم الدين أيوب الذى أتى بالمماليك وبنى لهم قلعة بجزيرة الروضة عام 638 هـ ، وتنقسم دولة المماليك البحرية إلى أسرتين وهما أسرة الظاهر بيبرس البندقدارى الذى حكم مصر مدة 17عاما ويعتبر هو المؤسس الحقيقى لدولتهم، حيث قام بالعديد من التعديلات الإدارية ومنها إعادة إحياء الخلافة العباسية ونقل مقرها إلى القاهرة عام 658هـ ، وأسرة المنصور قلاوون حيث يعتبر حكم الناصر محمد بن قلاوون الذى قارب على نصف قرن من الحكم أزهى عصور المماليك البحرية، وقد تعاقب على حكم مصر بعد الناصر محمد العديد من الحكام وكانوا غالبيتهم صغار السن فيتحكم بهم قادة الجيش "الأتابكة" وظل الحال كذلك إلى أن ظهر الأمير برقوق مؤسس دولة المماليك الجراكسة "البرجية"، وقد خلفت دولة المماليك البحرية في مدينة القاهرة ما يقارب المئة (100) أثر إسلامي، والتي يمكن تصنفيها هنا وفقاً للمنطقة التي يتواجد بها الأثر، وهو ما يمكن عرضه في التالي:
| م  | اسم الأثر                            | منطقة الأثر | الوصف | رقم الأثر في سجلات الآثار الإسلامية | ملاحظات                                                                     |
| -- | ------------------------------------ | ----------- | --- | ----------------------------------- | --------------------------------------------------------------------------- |
| 1  | قبة القاصد                           | وسط القاهرة | أنشأها الأمير المملوكي البحري أحمد بن عبد الله الميافارقيني في عصر السلطان الملك الناصر محمد بن قلاوون، وذلك عام 735هـ/ 1334م، وتقع في شارع باب النصر بالقرب من باب النصر بحي وسط القاهرة، وتتكون من مساحة مربعة يغطيها قبة مفصصة. | 10                                  |                                                                             |
| 2  | وكالة قوصون                          | وسط القاهرة | أنشأها الأمير المملوكي البحري قوصون الساقي الناصري، وذلك عام 742هـ/ 1341م، وتقع في شارع باب النصر خلف جامع الحاكم بأمر الله بحي وسط القاهرة، وقد اندثرت هذه الوكالة ولم يبق من عمارتها الأثرية سوي مدخلها الرئيسي الذي يحتفظ بالنص التأسيسي الذي يشتمل على اسم الأمير قوصون والرنك الخاص به وهو رنك الساقي ورمزه الكأس. | 11                                  |                                                                             |
| 3  | المدرسة البقرية                      | وسط القاهرة | أنشأها شمس الدين شاكر بن غزيل خلال العصر المملوكي البحري لتدريس الفقه على المذهب الشافعي، وذلك عام 749هـ/ 1348م، وتقع بحارة العطوف المتفرعة من شارع باب النصر بحي وسط القاهرة، وتتكون من درقاعة يشرف عليها من الجهة الجنوبية الشرقية إيوان القبلة، ومن الجهتين الشمالية الشرقية والجنوبية الغربية دخلتان صغيرتان يطلق على كل منهما اسم "سدلة". | 18                                  |                                                                             |
| 4  | مسجد أيدمر البهلوان                  | وسط القاهرة | أنشأه الأمير المملوكي البحري بيدمر بن عبد الله البدري، ما بين عامي 745هـ/ 1344م و746هـ/ 1345م، ويقع في شارع أم الغلام المتفرع من شارع الأزهر بحي وسط القاهرة. | 22                                  |                                                                             |
| 5  | مسجد آل ملك الجوكيندار               | وسط القاهرة | أنشأه الأمير المملوكي البحري آل ملك الجوكندار الناصري، ما بين عامي 719هـ/ 1319م و732هـ/ 1331م، ويقع في شارع أم الغلام المتفرع من شارع الأزهر بحي وسط القاهرة. | 24                                  |                                                                             |
| 6  | مدرسة وقبة مغلطاي الجمالي            | وسط القاهرة | أنشأها الأمير المملوكي البحري علاء الدين مغلطاي بن عبد الله الجمالي، وذلك عام 730هـ/ 1329م، وتقع في شارع قصر الشوق المتفرع من شارع الأزهر بحي وسط القاهرة، ويتوسط تخطيطها صحن مربع يطل عليه جهة الشمال مئذنة وحجرتان، وجهة الجنوب بقايا مسكن شيخ الخانقاه، وجهة الشرق يوجد إيوان القبلة، وإلى يسار إيوان القبلة توجد القبة. | 26                                  |                                                                             |
| 7  | مدرسة وقبة قراسنقر المنصوري          | وسط القاهرة | أنشأه الأمير المملوكي البحري قراسنقر المنصوري، وذلك عام 700هـ/ 1300م، ويقع في شارع الجمالية (شارع حبس الرحبة سابقًا) بحي وسط القاهرة. | 31                                  |                                                                             |
| 8  | خانقاه بيبرس الجاشنكير               | وسط القاهرة | أنشأها السلطان المملوكي البحري بيبرس الجاشنكير المنصوري، ما بين عامي 706 هـ/ 1306م و709هـ/ 1310م، وتقع في شارع الجمالية بحي وسط القاهرة، وتتكون من صحن مستطيل مكشوف يطل عليه أربعة إيوانات أكبرها إيوان القبلة، ويضم الضلعين الشمالي الشرقي والجنوبي الغربي (على جانبي الإيوانين) حجرات للصوفية في عدة طوابق، كما تشتمل المدرسة على قبة الدفن الخاصة بالمنشئ. | 32                                  |                                                                             |
| 9  | قصر الأمير بشتاك                     | وسط القاهرة | أنشأه الأمير المملوكي البحري بشتاك الناصري، مابين عامي 735هـ/ 1334م و740هـ/ 1339م، ويقع في حارة درب قرمز المتفرعة من شارع المعز لدين الله بحي وسط القاهرة، ويتكون تخطيط قاعة القصر من عدة غرف تتميز بأسقفها الفاخرة، وفي وسطها حوض رخامي، وقد بني القصر على جزء من موقع القصر الفاطمي الشرقي. | 34                                  |                                                                             |
| 10 | مدرسة تاتار الحجازية                 | وسط القاهرة | أنشأتها السيدة تتر الحجازية ابنة السلطان المملوكي البحري الناصر محمد بن قلاوون، ما بين عامي 748هـ/ 1348م و761هـ/ 1360م، وتقع في عطفة القفاصين المتفرعة من شارع الجمالية بحي وسط القاهرة، ويتكون تخطيطها من صحن أوسط مكشوف يفتح عليه إيوانين، أكبرهما إيوان القبلة، وقد أُلحق بالمدرسة قبة للدفن. | 36                                  |                                                                             |
| 11 | مدرسة الظاهر بيبرس البندقداري        | وسط القاهرة | أنشأها السلطان المملوكي البحري الظاهر ركن الدين بيبرس البندقداري، ما بين عامي 660هـ/ 1262م و662هـ/ 1263م، وتقع في شارع المعز لدين الله اتجاه مجموعة قلاوون بحي وسط القاهرة، وتُعد من أكبر المدارس في العصر المملوكي، حيث كان تخطيطها يتكون من صحن أوسط مكشوف يفتح عليه أربعة إيوانات متعامدة، أكبرها إيوان القبلة، إلا أنه لم يبق منها سوى كتلة من المباني عبارة عن الإيوان الشمالي الشرقي وحجرة السبيل. | 37                                  |                                                                             |
| 12 | مدرسة السلطان قلاوون                 | وسط القاهرة | أنشأها السلطان المملوكي البحري قلاوون الألفي الصالحي، ما بين عامي 683هـ/ 1284م و684هـ/ 1285م، وتقع في شارع المعز لدين الله أمام المدرسة الصالحية بالنحاسين بحي وسط القاهرة، وهي مُجمع معماري يتكون من مدرسة، وقبة، وبيمارستان، بالإضافة إلى سبيل لإمداد المارة بالمياه اللازمة للشرب من عهد الناصر محمد بن قلاوون. وكانت المدرسة تتكون من صحن أوسط مكشوف يفتح عليه أربعة إيوانات متعامدة، أكبرها إيوان القبلة، والذي قسم إلى ثلاثة أروقة عمودية على جدار القبلة من خلال بائكتين من الأعمدة. وكان تخطيط البيمارستان يتكون من أربعة إيوانات بكل إيوان فسقية لتوزيع المياه على القاعات المجاورة، إلى جانب العديد من القاعات، ولم يبق منه سوى أجزاء قليلة للغاية منها جزء من الإيوان الشرقي وفسقية من الرخام والقاعة القبلية وبعض ألواح منقوشة في سقف الإيوان البحري. | 43                                  |                                                                             |
| 13 | مدرسة وقبة الناصر محمد بن قلاوون     | وسط القاهرة | أنشأها السلطان المملوكي البحري الملك الناصر محمد بن قلاوون، ما بين عامي 695هـ/ 1295م و703هـ/ 1303م، وتقع في شارع المعز لدين الله بحي وسط القاهرة، ويتبع تخطيطها نظام المدارس المملوكية المعروف باسم التخطيط المتعامد، حيث تتكون من صحن أوسط مكشوف يفتح عليه أربعة ايوانات، أكبرها وأعمقها إيوان القبلة، وقد خُصِصَ كل إيوان منها لتدريس الفقه على مذهب من المذاهب الأربعة (الشافعي، المالكي، الحنفي، الحنبلي). وفي الركن الشمالي الشرقي من المدرسة تقع قبة الدفن وهي تتكون من مساحة مربعة يغطيها قبة ترتكز على ثلاثة صفوف من المقرنصات، وأهم ما يميز المدرسة مدخلها والذي نقل من أحد كنائس عكا. | 44                                  |                                                                             |
| 14 | مدرسة الأمير مثقال                   | وسط القاهرة | أنشأها الطواشي سابق الدين مثقال خادم السيدة تذكار باي خاتون بنت السلطان المملوكي البحري الملك الظاهر بيبرس البندقداري، وذلك عام 763هـ/ 1362م، وتقع في نهاية درب قرمز المتفرع من شارع المعز لدين الله بحي وسط القاهرة، وهي من المباني المعلقة حيث يوجد أسفلها نفق تفتح عليه عدة مخازن، ويتكون تخطيطها من صحن أوسط مكشوف يحيط به أربع إيوانات، أكبرها وأعمقها إيوان القبلة. | 47                                  |                                                                             |
| 15 | قاعة محب الدين الموقع                | وسط القاهرة | أنشأها محب الدين الموقع الشافعي خلال العصر المملوكي البحري، وذلك عام 751هـ/ 1350م، وتقع في شارع بيت القاضي بحي وسط القاهرة. | 50                                  |                                                                             |
| 16 | قاعة شاكر بن الغنام                  | وسط القاهرة | أنشأها شاكر بن الغنام خلال العصر المملوكي البحري، وذلك عام 774هـ/ 1372م، وتقع في داخل جامع الأزهر بشارع الأزهر بحي وسط القاهرة. | 96                                  |                                                                             |
| 17 | مسجد أصلم السلحدار                   | وسط القاهرة | أنشأه الأمير المملوكي البحري بهاء الدين أصلم السلحدار، ما بين عامي 745هـ/ 1344م و746هـ/ 1345م، ويقع في درب شعلان المتفرع من شارع فاطمة النبوية بحي وسط القاهرة. | 112                                 | يسنى بجامع أصلان                                                            |
| 18 | مسجد أحمد المهمندار                  | وسط القاهرة | أنشأه الأمير المملوكي البحري أحمد بن أقوش العزيزي المهمندار، وذلك عام 725هـ/ 1324م، ويقع في شارع التبانة بحي وسط القاهرة. | 115                                 |                                                                             |
| 19 | مسجد الطنبغا المارداني               | وسط القاهرة | أنشأه الأمير المملوكي البحري الطنبغا بن عبد الله المارداني، ما بين عامي 739هـ/ 1339م و740هـ/ 1340م، ويقع في شارع باب الوزير بمنطقة التبانة بحي وسط القاهرة، ويتكون تخطيطه من مساحة مربعة يتوسطها صحن مستطيل مكشوف يحيط بها أربعة إيوانات، أكبرها إيوان القبلة ويتكون من أربعة أروقة، ويتقدم المحراب قبة ترتكز على ثمانية أعمدة من الجرانيت الأحمر، والفوارة التي تتوسط الصحن منقولة من مدرسة السلطان حسن عام 1317هـ/ 1899م. | 120                                 |                                                                             |
| 20 | مسجد وقبة آق سنقر الناصري            | وسط القاهرة | أنشأه الأمير المملوكي البحري آق سنقر الناصري، وذلك عام 740هـ/ 1340م و 747هـ/ 1347م، ويقع في شارع باب الوزير بحي وسط القاهرة، ويتكون تخطيطه من صحن أوسط مكشوف يحيط به أربعة ظلات، أكبرها ظلة القبلة وتتكون من رواقين، وقد سُمي بالجامع الأزرق نسبة إلي مجموعة القاشاني ذات اللون الأزرق التي كُسي بها جدار القبلة | 123                                 | يعرف أيضاً مسجد إبراهيم أغا مستحفظان-الجامع الأزرق-جامع النور                |
| 21 | مدرسة أم السلطان شعبان               | وسط القاهرة | نشأها السلطان المملوكي البحري شعبان بن حسين بن محمد بن قلاوون لوالدته خوند بركة، وذلك عام 770هـ/ 1368م، وتقع في شارع باب الوزير بمنطقة التبانة بحي وسط القاهرة، ويتكون تخطيطها من صحن أوسط مكشوف يحيط به أربع إيوانات، أكبرها وأعمقها إيوان القبلة، وبجانب كل إيوان مدرسة المذهب الفقهي المخصص له الإيوان، كما أُلحق بالمدرسة سبيل لإمداد المارة بالمياه اللازمة للشرب، وحوض لشرب الدواب يعلوه كُتاب لتعليم أطفال المسلمين مبادئ القراءة والكتابة، ويوجد على جانبي إيوان القبلة قبتين خصصت الجنوبية منهما لدفن السلطان شعبان، والقبة الشمالية لدفن والدته خوند بركة. | 125                                 | تسمى ايضا مدرسة خوند بركة                                                   |
| 22 | قبة القماري                          | وسط القاهرة | أنشأها الأمير المملوكي البحري محمد قماري الحموي، وذلك عام 730هـ/ 1330م، وتقع في حارة عبد الله بك المتفرعة من شارع السروجية بحي وسط القاهرة. | 128                                 |                                                                             |
| 23 | مسجد وقبة الأمير أُلماس الحاجب        | وسط القاهرة | أنشأه الأمير أُلماس الحاجب أحد أمراء السلطان المملوكي البحري الناصر محمد بن قلاوون، وذلك عام 730هـ/ 1330م، ويقع في شارع الحلمية بحي وسط القاهرة، ويتكون من مساحة غير منتظمة الشكل متعددة الانكسارات تشتمل هذه المساحة على صحن أوسط مكشوف مستطيل يحيط به أربع ظلات أكبرها ظلة القبلة، وأُلحق به مدفن ذو قبة بالطرف الشمالي من تلك المساحة. | 130                                 |                                                                             |
| 24 | مدرسة ألجاي اليوسفي                  | وسط القاهرة | أنشأها الأمير المملوكي البحري سيف الدين ألجاي بن عبد الله اليوسفي، وذلك عام 774هـ/ 1372م، وتقع في شارع سوق السلاح بحي وسط القاهرة، ويتكون تخطيطها من مساحة مربعة يتوسطها صحن أوسط مكشوف يحيط به أربع إيوانات، أكبرها وأعمقها إيوان القبلة، كما ألحق بالمدرسة قبة مدفن وسبيل. | 131                                 |                                                                             |
| 25 | قبة الأمير يونس الدوادار             | وسط القاهرة | أنشأها الأمير المملوكي البحري يونس الدوادار، قبل عام 783هـ/ 1381م، وتقع في شارع باب الوداع بمنطقة الحطابة بالقلعة بحي وسط القاهرة. | 139                                 |                                                                             |
| 26 | جامع شرف الدين                       | وسط القاهرة | أنشأه القاضى شرف الدين موسى بن عبد الغفار المالكي الصغير خلال العصر المملوكي البحري، ما بين عامي 717 هـ/ 1317 م و738 هـ/ 1337 م، ويقع في شارع الأزهر بحي وسط القاهرة. | 176                                 |                                                                             |
| 27 | مسجد أسنبغا                          | وسط القاهرة | أنشأه الأمير المملوكي البحري أسنبغا بن بكتمر الأبو بكري لتدريس الفقه على المذهب الحنفي، وذلك عام 772هـ/ 1370م، ويقع في درب سعادة في حي وسط القاهرة، وتتكون من دورقاعة مغطاة بشخشيخة ويشرف عليها إيوانان أكبرهما إيوان القبلة، وألحق بها سبيل لإمداد المارة بالمياه اللازمة للشرب؛ يجاوره حوض لسقي الدواب، ويعلوهما كُتاب لتعليم أطفال المسلمين مبادئ القراءة والكتابة يطل على الشارع من خلال بائكة ومشربية. | 185                                 |                                                                             |
| 28 | بقايا جامع قوصون                     | وسط القاهرة | أنشأه الأمير المملوكي البحري قوصون الناصري، وذلك عام 730هـ/ 1330م، ويقع في شارع محمد علي بمنطقة القلعة بحي وسط القاهرة، وقد تهدم الجامع القديم الذي كان يتكون من صحن وأربعة إيونات ومئذنتان بسبب مشروع فتح شارع محمد علي عام 1873م، وقامت وزارة الأوقاف بعمارته تحت إشراف علي باشا مبارك وتمت عمارته في عام 1311هـ/ 1893م، ولم يبق من الجامع القديم سوى بابان يطل أحدهما علي شارع السروجية. | 202                                 |                                                                             |
| 29 | قبة أولاد الأسياد                    | وسط القاهرة | أنشأت خلال العصر المملوكي البحري في منتصف القرن 8هـ/ 14م، وتقع في حارة الدالي حسين من شارع السروجية بحي وسط القاهرة، ويقصد بأولاد الأسياد أولاد أسرة السلطان قلاوون. | 215                                 |                                                                             |
| 30 | باب جامع قوصون                       | وسط القاهرة | نشأه الأمير المملوكي البحري قوصون الساقي الناصري، وذلك عام 730هـ/ 1329م، ويقع في شارع السروجية من شارع محمد علي حي وسط القاهرة، وقد تهدم الجامع القديم الذي كان يتكون من صحن وأربعة إيونات ومئذنتان بسبب مشروع فتح شارع محمد علي عام 1873م، وقامت وزارة الأوقاف بعمارته تحت إشراف علي باشا مبارك وتمت عمارته في عام 1311هـ/ 1893م، ولم يتبق من المسجد الأثري للأمير قوصون سوى الباب الشمالي الذي يقع بشارع السروجية، وهو مبني من الحجر ويتكون من دخلة تنتهي من أعلى بصفوف من المقرنصات، يتوسط الدخلة فتحة معقودة بعقد مدبب وكان يغلق عليها مصراعان من الخشب المصفح بالنحاس، وعلى جانبي الباب النص التأسيسي للجامع الذي ورد فيه اسم المنشئ وتاريخ الإنشاء، وعلى الكتف الأيسر للباب مزولة أضيفت عام 785هـ/ 1383م. | 224                                 |                                                                             |
| 31 | قبة أبو اليوسفين                     | وسط القاهرة | أنشئت هذه القبة في عهد السلطان المملوكي البحري الملك الناصر محمد بن قلاوون، وذلك عام 730هـ/ 1329م، وتقع في شارع التبانة امتداد شارع باب الوزير بحي وسط القاهرة. | 234                                 |                                                                             |
| 32 | مئذنة زاوية الهنود                   | وسط القاهرة | أنشئت هذه المئذنة في عهد السلطان المملوكي البحري عز الدين أيبك، حوالي عام 660هـ/ 1260م، وتقع في شارع التبانة باتجاه مدرسة أم السلطان شعبان؛ باب الوزير بحي وسط القاهرة، وهي تشبه مئذنة الصالح نجم الدين أيوب، والتي تتألف من بدن مربع مرتفع تعلوه طبقة مثمنة، فعنق مثمن تعلوه مبخرة | 237                                 |                                                                             |
| 33 | مدرسة قطلوبغا الذهبي                 | وسط القاهرة | أنشأها الأمير المملوكي البحري قطلوبغا الذهبي، وذلك عام 748هـ/ 1347م، وتقع في شارع سوق السلاح بحي وسط القاهرة. | 242                                 |                                                                             |
| 34 | مدخل حمام بشتاك                      | وسط القاهرة | أنشأه الأمير المملوكي البحري بشتاك الناصري، وذلك عام 742هـ/ 1341م، ويقع بسويقة العزي بشارع سوق السلاح بحي وسط القاهرة، وكان يتكون من المسلخ "حجرة خلع الملابس"، والحجرة الدافئة، والحجرة الساخنة، ومستوقد لتسخين المياه، ولم يتبق من هذا الحمام غير مدخله المكسو بالرخام والذي يشتمل على رنك الأمير بشتاك، أما داخل الحمام فهو مجدد. | 244                                 |                                                                             |
| 35 | رباط أحمد بن سليمان الرفاعي          | وسط القاهرة | أنشأه أحمد بن سليمان الرفاعي خلال المملوكي البحري، وذلك عام 690هـ/ 1291م، ويقع في حارة الرفاعية من شارع سوق السلاح بحي وسط القاهرة، ويتكون تخطيطه من مساحة مستطيلة يتوسطها صفًا من الدعائم تقسمه إلى رواقين، ويقع مدخل الرباط في الجهة الغربية، ويقع الضريح في الركن الشرقي للرباط، ويتكون من مساحة مربعة يغطيها قبة ترتكز على ثلاثة صفوف من المقرنصات. | 245                                 |                                                                             |
| 36 | قصر آلين آق الحسامي                  | وسط القاهرة | أنشأه الأمير المملوكي البحري ألين آق الحسامي، وذلك عام 693هـ/ 1293م، ويقع في شارع باب الوزير امتداد سكة المحجر بحي وسط القاهرة. | 249                                 |                                                                             |
| 37 | بقايا ربع طغج                        | وسط القاهرة | أنشأه الأمير المملوكي البحري طغجي الأشرفي، وهو غير محدد تاريخ الإنشاء، ولكن التاريخ التقريبي لإنشائه يقع خلال القرن 8هـ/ 14م، ويقع في شارع الحلمية بحي وسط القاهرة، وقد اندثر هذا الربع بالكامل، وتم إخراجه من الآثار. | 287                                 |                                                                             |
| 38 | سبيل الناصر محمد                     | وسط القاهرة | أنشأه السلطان المملوكي البحري الملك الناصر محمد بن قلاوون، وذلك عام 726هـ/ 1325م، ويقع في شارع المعز لدين الله البحري على يسار الداخل لمجموعة قلاوون؛ بالنحاسين؛ حي وسط القاهرة. | 561                                 |                                                                             |
| 39 | قبة حسان الدين توران طاي             | وسط القاهرة | أنشأها الأمير المملوكي البحري توران طاي بن عبد الله الحسامي، وذلك عام 689هـ/ 1290م، وتقع بحارة أبو الفضل المتفرعة من شارع درب سعادة بحي وسط القاهرة، لم يتبق من هذه المنشآت غير المدفن ذو القبة الذي يتكون من مساحة مربعة الشكل يغطيها قبة محمولة على عدة حطات من المقرنصات. | 590                                 |                                                                             |
| 40 | جامع السلطان حسن                     | الخليفة     | أنشأها السلطان المملوكي البحري الناصر حسن بن الناصر محمد بن قلاوون، ما بين عامي 757هـ/ 1356م و 764هـ/ 1362م، ووضع تصميم هذه المدرسة المهندس/ محمد بن بيليك المحسني، وتقع بميدان صلاح الدين (القلعة) بحي الخليفة بمدينة القاهرة، ويتبع تخطيطها نظام المدارس المملوكية المعروف باسم التخطيط المتعامد، حيث تتكون من صحن أوسط مكشوف يفتح عليه أربعة ايوانات من خلال عقود مدببة، أكبرها وأعمقها الإيوان الجنوبي الشرقي (إيوان القبلة). ويحيط بالصحن أربعة مدارس فرعية لتدريس الفقه على المذاهب الأربعة، وهي المدرسة الشافعية والمدرسة الحنفية والمدرسة المالكية والمدرسة الحنبلية. | 133                                 | تعرف أيضاً بمدرسة السلطان حسن                                                |
| 41 | مسجد منجك اليوسفي                    | الخليفة     | أنشأه الأمير المملوكي البحري منجك اليوسفي، وذلك عام 750هـ/ 1349م، ويقع في شارع باب الوداع بمنطقة الحطابة بالقلعة حي الخليفة بمدينة القاهرة. | 138                                 |                                                                             |
| 42 | خانقاه نظام الدين                    | الخليفة     | أنشأها نظام الدين إسحاق بن عاصم القرشي الأصفهاني خلال المملوكي البحري، وذلك عام 757هـ/ 1356م، وتقع في شارع باب الوداع بمنطقة الحطابة بالقلعة حي الخليفة بمدينة القاهرة. | 140                                 |                                                                             |
| 43 | مسجد الناصر محمد بن قلاوون           | الخليفة     | أنشأه السلطان المملوكي البحري الملك الناصر محمد بن قلاوون، وذلك عام 735هـ/ 1335م، ويقع داخل قلعة صلاح الدين (قلعة الجبل) بحي الخليفة بمدينة القاهرة، ويتكون تخطيطه من مساحة مربعة؛ يتوسطها صحن مكشوف قويت أركانه بأربعة أعمدة من الجرانيت، ويحيط به أربعة ظلات؛ أكبرها ظلة القبلة، ويتقدم المحراب قبة محمولة على أعمدة جرانيتية ضخمة ويغطيها من الخارج بلاطات من القاشاني الأخضر. | 143                                 |                                                                             |
| 44 | سبيل الأمير شيخو                     | الخليفة     | أنشأه الأمير شيخو أحد أمراء السلطان المملوكي البحري الناصر محمد بن قلاوون وأولاده، وذلك عام 755هـ/ 1354م، ويقع في شارع باب الوداع بمنطقة الحطابة بالقلعة أمام تربة يونس الدوادار بحي الخليفة بمدينة القاهرة. | 144                                 |                                                                             |
| 45 | زاوية وخانقاه إيدكين البندقداري      | الخليفة     | أنشأها الأمير علاء الدين أيدكين البندقداري أحد أمراء دولة المماليك البحرية مابين عامي 683هـ/ 1284م و684هـ/ 1285م، وتقع في شارع السيوفية امتداد شارع الحلمية بحي الخليفة بمدينة القاهرة، وجعلها مسجداً للصلاة، وخانقاة رتب فيها الصوفية والشعراء، وبنى بها مدفن ذو قبة دفن به سنة 684هـ/ 1285م، وتعتبر هذه الخانقاة أولى خانقاوات العصر المملوكي، كما أنها في الوقت نفسه أولى نماذج العصر المملوكي التي جمعت بين الخانقاة والمدفن، وتتكون من مساحة مستطيلة أُلحق بها مدفنان أحدهما بالجهة الشمالية الغربية وخصص لدفن الرجال، والآخر بالجهة الجنوبية الشرقية وخصص لدفن النساء، ويتوسط المدفنين المصلى، وقد اندثرت الخانقاه وكان مكانها مجاورًا للضلع الجنوبي الغربي لمدفن الرجال. | 146                                 | يعرف أيضا بزاوية الآبار                                                     |
| 46 | مسجد وقبة الأمير شيخو                | الخليفة     | أنشأه الأمير شيخو أحد أمراء السلطان المملوكي البحري الناصر محمد بن قلاوون وأولاده، وذلك عام 750هـ/ 1349م، ويقع في شارع شيخون بحي الخليفة بمدينة القاهرة تجاه خانقاه الأمير شيخو في المكان الذي كان يعرف قديمًا بسويقة منعم في شارع الصليبة، وتتضارب النصوص التأسيسية مع المصادر التاريخية في تاريخ الإنتهاء من بناء المسجد، ويبدو من المعلومات المتاحة لدينا أن سنة 750هـ/ 1349م كتاريخ للإنتهاء من بناء المسجد كما يقرر النص التأسيسي أقرب للصواب عما ذكره المقريزي وهو سنة 756هـ/ 1355م، وتماثل الواجهة الرئيسية للمسجد واجهة خانقاة الأمير شيخو من حيث العناصر المعمارية، ويتكون المسجد من الداخل من صحن أوسط يحيط به أربع إيوانات ويتوسط الصحن فسقية تتكون من بناء مثمن التخطيط مبني من الآجر ومغشى بألواح من الرخام، وقد بنيت القبة الملحقة بالمسجد أساساً ليدفن بها منشئ المسجد الأمير شيخو ولكنه دفن في قبة الخانقاة تيمنًا بوجود الصوفية وتبركاتهم، ومن الجدير بالذكر أن دكة المبلغ الموجودة بإيوان القبلة تعود إلى سنة 961هـ/ 1554م كما تبين الكتابات الموجودة عليها. | 147                                 |                                                                             |
| 47 | مئذنة مسجد علي البقلي                | الخليفة     | أنشأها علي البقلي خلال المملوكي البحري، وذلك عام 696 هـ/ 1296 م، وتقع في شارع البقلي بحي الخليفة بمدينة القاهرة، وتشبه هذه المئذنة مآذن شمال أفريقيا في تكوينها المعماري. | 156                                 |                                                                             |
| 48 | زاوية زين الدين يوسف                 | الخليفة     | أنشأها الشيخ زين الدين أبي المحاسن يوسف بن الشيخ شرف الدين بن الحسن بن عدي بن صخر بن مسافر بن إسماعيل بن موسى بن الحسن بن مروان بن الحكم بن أبي العاص بن أمية خلال العصر المملوكي البحري، وذلك عام 697هـ/ 1297م، وتقع في شارع القادرية بالسيدة عائشة بحي الخليفة بمدينة القاهرة، وتتكون من مساحة مستطيلة يتوسطها صحن أوسط مكشوف يفتح عليه أربعة إيوانات، أكبرها وأعمقها إيوان القبلة، ويشغل الجزء الشرقي منه قبر يقال إنه قبر السيد محمد الواقف، ويشغل الجانب الغربي منه ضريح الشيخ زين الدين يوسف، وهو عبارة عن حجرة مربعة يغطيها قبة مفصصة، ويحيط بالمدرسة سور قصير الارتفاع كان يضم مجموعة من المباني. | 172                                 | تعرف أيضا بجامع القادرية                                                    |
| 49 | بوابة منجك السلحدار                  | الخليفة     | أنشأه الأمير المملوكي البحري منجك السلحدار، ما بين عامي 747هـ/ 1346م و748هـ/ 1347م، ويقع في شارع سوق السلاح من ناحية مسجد الرفاعي بحي الخليفة بمدينة القاهرة، وكانت هذه البوابة مدخلًا لقصر الأمير منجك السلحدار. | 247                                 |                                                                             |
| 50 | قبة سنجر المظفر                      | الخليفة     | أنشأها الأمير علم الدين سنجر الخازن أحد مماليك السلطان المملوكي البحري المنصور قلاوون وأحد أمراء الناصر محمد بن قلاوون، وذلك عام 722هـ/ 1322م، وتقع عند التقاء شارع السيوفية مع شارع الحلمية وتقاطعهما مع شارع المظفر بحي الخليفة بمدينة القاهرة، وتضطرب المصادر التاريخية في تحديد تاريخ هذه القبة إضطرابًا شديدًا، فينسبها البعض للسلطان المظفر قطز وإن كان ذلك غير مؤكد بالمرة، والضريح يتكون من حجرة مربعة يعلوها قبة تبدأ منطقة إنتقالها بنهاية جدران الحجرة الخارجية وهي مثمنة الشكل فتح بكل ضلع من أضلاعها نافذة مستطيلة، يعلو ذلك رقبة القبة التي يعلوها شريط كتابي بخط الثلث المملوكي، أما قطاع القبة من الخارج فمضلع بضلوع رأسية مكونة من أربعة وعشرين ضلعاً يتخللها خرزانات ويتوجها هلال نحاسي، وتطل الواجهة الرئيسية على شارع السيوفية، وهو عبارة عن فتحة مستطيلة يعلوها عتب يعلوه نافذة مفصصة من ثمانية فصوص مفرغة في الحجر، وتطل الواجهة الأخرى على شارع المظفر. | 261                                 |                                                                             |
| 51 | مدرسة وقبة سنقر السعدي               | الخليفة     | أنشأ هذه المدرسة الأمير شمس الدين سنقر السعدي أحد أمراء السلطان المملوكي البحري الناصر محمد بن قلاوون، وألحق بها قبة ضريحية، وتقع في شارع السيوفية بحي الخليفة بمدينة القاهرة، ويذكر المقريزي أن سنقر السعدي ألحق بهذه المدرسة رباطاً للنساء. والباقي من المدرسة الآن واجهتها الشمالية الغربية المطلة على شارع السيوفية والإيوان الشمالي الغربي والقبة الضريحية، وقد كشفت الحفائر التي أجرتها البعثة الإيطالية تحت مستوى أرض التكية المولوية عن بعض العناصر المعمارية التي تنتمي لهذه المدرسة، وقد بدأ سنقر السعدي في بناء هذه المدرسة سنة 715هـ/ 1315م ويبدو أنه انتهى من بنائها سنة 721هـ/ 1321م كما يذكر التاريخ المدون على قبة الضريح، وتعلو مئذنة المدرسة كتلة المدخل، كما تظهر واجهة القبة الضريحية وواجهة الإيوان الشمالي الغربي من خلال هذه الواجهة المطلة على شارع السيوفية، كما تضم مسرحًا للدروايش وخلوات للصوفية ولذلك سُميت بالتكية المولوية. | 263                                 | وتسمى أيضا: مدرسة حسن صدقة- المدرسة السعدية- التكية المولوية- مسرح الدراويش |
| 52 | قصر الأمير يشبك                      | الخليفة     | أنشأه الأمير قوصون الساقي الناصري أحد أمراء السلطان المملوكي البحري السلطان محمد بن قلاوون، وذلك عام 738هـ/ 1337م، ثم انتقلت ملكية القصر إلى الأمير يشبك من مهدي (872-900هـ/ 1468-1496م) الذي زاد فيه زيادات وكتب اسمه وألقابه على جانبي مدخله كما نقش رنكه على جانبيه، ويقع القصر بالشارع الذي كان يعرف قديماً بشارع قرقول المنشية والمعروف حاليًا بشارع محمد كريم بالحلمية ومدخله بشارع يعرف بمناخ الوقف من شارع السلطان حسن بحي الخليفة بمدينة القاهرة، وعرف هذا القصر في الوثائق والمصادر التاريخية بأسماء مختلفة، فأطلق عليه قصر قوصون وقصر يشبك وقصر الأمير آق بردي الدوادار، كما أطلق عليه القصر الكبير. وقام بتشييد هذا القصر في الأساس السلطان المملوكي الناصر محمد بن قلاوون الذي شيده كقصر وظيفي إختص بسكن متولي وظيفة أتابك العسكر، وكان أول من سكنه في عهد الناصر الأمير قوصون ولذلك عرف بقصر قوصون، وسكنه بعده عدد ممن تولى هذه الوظيفة، ثم صار القصر بعد ذلك محلاً لسكن متولي وظيفة الدوادار في العصر المملوكي الجركسي، كما سكنه الأمير يشبك الدوادار سنة 880هـ/ 1475م وقام بإصلاح أجزاء منه وسجل ذلك على حوائطه فأطلق اسمه عليه، ثم أهدى السلطان قايتباي القصر إلى متولي منصب الدوادارية بعد يشبك وهو آق بردي من علي فعرف باسمه وحوله العامة إلى قصر بردق أو حوش بردق، ولم يبق منه إلا المدخل الرئيسي الذي يشتمل على مقرنصات دقيقة. | 266                                 | ويعرف أيضا: حوش بيدق- فصر الأمير قوصون                                      |
| 53 | قصر الأمير طاز                       | الخليفة     | يُعد قصر الأمير طاز واحداً من أهم القصور في العصر المملوكي حيث يحتفظ بعدة عناصر تُمثل العمارة المدنية في هذا العصر، ويطل القصر بواجهته الرئيسية على شارع السيوفية وهذه الواجهة بما فيها السبيل الذي يقع في طرفها الغربي مجددة على يد الأمير علي أغا دار السعادة في العصر العثماني، وقد أنشأ علي أغا دار السعادة بهذه الواجهة خمسة عشر حانوتاً أو محلاً تجارياً. وقد أنشأ هذا القصر الأمير المملوكي طاز أحد أمراء عصر أسرة محمد بن قلاوون وأبنائه سنة 753هـ/ 1352م، ويقع في شارع السيوفية بحي الخليفة بمدينة القاهرة، وكان القصر يتكون عند إنشائه من فناء أوسط فسيح تحيط به المباني الخدمية والسكنية والإسطبلات من كافة جوانبه، وفي عصر الخديو إسماعيل بنيَّ مبنى وسط فناء القصر فقسمه إلى قسمين، وكان يوجد بوسط الفناء حوض ماء كبير ربما استخدم كحوض لأسماك الزينة أو استخدم لإستحمام من بداخل القصر، وقد استخدم القصر إستخدامات متعددة على مر العصور حتى رمم ترميماً شاملاً وإستخدم الآن من قبل صندوق التنمية الثقافية. | 267                                 | وعرف في عصر الدولة العثمانية بالدار الكبيرة                                 |
| 54 | قبة ومصلى صفي الدين جوهر             | الخليفة     | أنشأها صفي الدين جوهر الناصري المالكي ويعرف أحيانًا بسيدي مقدم المماليك السلطانية في أيام السلطان المملوكي البحري بيبرس الجاشنكير، في سنة 714هـ/ 1314م، وتقع في شارع الركبية متفرع من شارع الصليبية بحي الخليفة بمدينة القاهرة، وتتكون من مساحة مستطيلة غير منتظمة قسمت إلى دركاة تلي المدخل الرئيسي، تؤدي هذه الدركاة إلى صحن مكشوف وقبة الدفن التي يتقدمها من جهتها الجنوبية الشرقية مصلى. | 270                                 |                                                                             |
| 55 | قبة أم الصالح                        | الخليفة     | شيد هذه القبة السلطان المملوكي المنصور قلاوون لزوجته فاطمة خاتون أم ابنه الملك الصالح علي، ما بين عامي 682هـ/ 1283م و683هـ/ 1284م، وتقع في شارع الأشراف امتداد شارع الركبية بحي الخليفة بمدينة القاهرة، وقد كانت أرض هذه التربة وما حولها بستاناً يعود إلى العصر الأيوبي، وقد دفنت بهذه القبة السيدة فاطمة خاتون وابنها الصالح علي، وينسب بعض علماء الآثار هذا الضريح إلى السيدة خوند أشلون زوجة قلاوون وأم ابنه الملك الناصر محمد، والمعروف أن هذه التربة قد كمل بناؤها في حياة الملك الصالح الذي شارك في افتتاحها مع والده المنصور قلاوون الذي تصدق بمالٍ جزيل عند افتتاحها وأوقف عليها الأوقاف للقراء والفقهاء. وكانت هذه القبة تمثل جزءًا من مجموعة معمارية اندثر معظمها، وتتكون القبة الضريحة من مدخل مقبي كما يتقدم الضريح سقيفة كما هو الحال في السيدة رقية وقبة شجر الدر وقبة الأشرف خليل، أما غرفة الضريح نفسها فمبنية من الآجر القائم على مدماكين من الحجر، ونظراً لتشابه تخطيط هذه القبة مع قبة الأشرف خليل فإن خوذة القبة المفقودة الآن ربما كانت تشبه خوذة قبة الأشرف خليل. | 274                                 | ويعرف بــ تربة أو قبة فاطمة خاتون                                           |
| 56 | قبة الأشرف خليل                      | الخليفة     | تقع قبة الأشرف خليل في المنطقة التي كانت تقع داخل حدود مدينة القطائع في العصر الطولوني بالقرب من جامع السيدة نفيسة وحاليًا شارع الأشرف امتداد شارع الركبية بحي الخليفة بمدينة القاهرة، ويبدو أن الأشرف خليل قد شرع في بناء هذه القبة والضريح قبل أن يتولى السلطنة وهو وليَّ للعهد ورتب بها درساً للفقهاء ومقرئين للقرآن الكريم وخداماً، والمعروف أن الأشرف خليل كان ولياً للعهد لأبيه السلطان قلاوون بعد وفاة أخيه الصالح علي بن المنصور قلاوون الذي كان ولياً للعهد، وتاريخ إنشائها يرجع إلى عام 687هـ/ 1288م، ولم يتبق من الضريح سوى القبة وبها قبر منشئها ولا يوجد أي تابوت أو تركيبة داخل ضريح الأشرف خليل على الرغم من عدم الشك في دفن الأشرف خليل بهذه القبة طبقاً للمصادر التاريخية من جهة والنقش الكتابي الذي يتوج القبة من الخارج، ويتكون الضريح من مكعب طول ضلع مربع قاعدته أربعة عشر متراً تقريباً يعلوه رقبة مثمنة تعلوها قبة. | 275                                 | ويعرف أيضاً بالمدرسة الأشرفية                                                |
| 57 | مدفن مصطفى باشا                      | الخليفة     | أنشئ خلال العصر المملوكي البحري، ما بين عامي 666هـ/ 1267م و 672هـ/ 1273م، ويقع في شارع القادرية خلف مدفن جاني بك؛ السيدة عائشة؛ حي الخليفة بمدينة القاهرة، وقد أطلق عليه اسم ضريح مصطفى باشا، ويرجح عالم الآثار كريزويل أن هذا المبنى هو رباط وضريح الشيخ يوسف العدوي أحد المشايخ المقربين من السلطان بيبرس. | 279                                 |                                                                             |
| 58 | بقايا التربة السلطانية               | الخليفة     | أنشأها السلطان المملوكي البحري الناصر حسن بن الناصر محمد بن قلاوون في القرن 8هـ/ 12م، وتقع في شارع سيدي جلال؛ القادرية؛ السيدة عائشة بحي الخليفة بمدينة القاهرة | 288                                 |                                                                             |
| 59 | مئذنة التربة السلطانية               | الخليفة     | أنشأها السلطان المملوكي البحري الناصر حسن بن الناصر محمد بن قلاوون في القرن 8هـ/ 12م، وتقع في شارع سيدي جلال؛ القادرية؛ السيدة عائشة بحي الخليفة بمدينة القاهرة. | 289                                 |                                                                             |
| 60 | مئذنة قوصون                          | الخليفة     | أنشأها الأمير المملوكي البحري الأمير سيف الدين قوصون الساقي الناصري، وذلك عام 736هـ/ 1336م، وتقع في شارع سيدي جلال؛ القادرية؛ السيدة عائشة بحي الخليفة بمدينة القاهرة. | 290                                 |                                                                             |
| 61 | قبة علي بدرالدين القرافي             | الخليفة     | أنشأها السلطان المملوكي البحري الملك الناصر محمد بن قلاوون، ما بين عامي 700هـ/ 1300م و 710هـ/ 1310م، وتقع في شارع سيدي جلال؛ القادرية؛ السيدة عائشة بحي الخليفة بمدينة القاهرة. | 292                                 |                                                                             |
| 62 | المئذنة القبلية                      | الخليفة     | أنشئت هذه المئذنة خلال العصر المملوكي البحري في القرن 8هـ/ 14م، وتقع في شارع سيدي جلال؛ القادرية؛ السيدة عائشة بحي الخليفة بمدينة القاهرة، وهي إحدي المآذن المتبقية عن تربة أو خانقاه أو مدرسة، بالقرافة الكبري حيث اندثرت المنشأة وبقيت المنارة قائمة، وهذه المنارة لا تحوي ضمن كتاباتها اسم منشئها ولا تاريخ إنشائها وقد تم تأريخها بناءًا علي طرازها المعماري الذي يعود الى القرن 8هـ. | 293                                 |                                                                             |
| 63 | قبة الصوابي                          | الخليفة     | أنشئت هذه القبة في عهد السلطان المملوكي البحري المنصور قلاوون، وذلك عام 684هـ/ 1285م، وتقع في شارع سيدي جلال؛ القادرية؛ السيدة عائشة بحي الخليفة بمدينة القاهرة. | 296                                 |                                                                             |
| 64 | قبة تكنزبغا                          | الخليفة     | أنشأها الأمير المملوكي البحري تنكزبغا بن عبد الله المارديني، وذلك عام 760هـ/ 1359م، وتقع في شارع سيدي جلال بمنطقة القادرية بالسيدة عائشة بحي الخليفة بمدينة القاهرة. | 298                                 |                                                                             |
| 65 | قبة بحري تنكزبغا                     | الخليفة     | أنشأها الأمير المملوكي البحري تنكزبغا بن عبد الله المارديني خلال النصف الثاني من القرن 8هـ/ 14م، وتقع في شارع سيدي جلال بمنطقة القادرية بالسيدة عائشة بحي الخليفة بمدينة القاهرة. | 299                                 |                                                                             |
| 66 | قبة وإيوان المنوفي                   | الخليفة     | أنشأت هذه القبة في العصر المملوكي البحري خلال القرن 7هـ/ 13م، وتقع في شارع سيدي جلال بمنطقة القادرية بالسيدة عائشة بحي الخليفة بمدينة القاهرة. | 300                                 |                                                                             |
| 67 | بوابة درب اللبان                     | الخليفة     | أنشئت خلال العصر المملوكي البحري في القرن 8هـ/ 14م، وتقع في حارة درب اللبانة بميدان القلعة بحي الخليفة بمدينة القاهرة. | 325                                 |                                                                             |
| 68 | ساقية الناصر محمد                    | الخليفة     | أنشأها السلطان المملوكي البحري الملك الناصر محمد بن قلاوون، وذلك عام 712هـ/ 1312م، وتقع في عرب اليسار بجوار سور القلعة الجنوبي حي الخليفة بمدينة القاهرة. | 369                                 |                                                                             |
| 69 | قبة رجب الشيرازي                     | الخليفة     | أنشأها رجب الشيرازي خلال العصر المملوكي البحري قبل عام 781هـ/ 1379م، وتقع في سكة المحجر؛ أمام دار المحفوظات؛ القلعة؛ حي الخليفة بمدينة القاهرة. | 476                                 |                                                                             |
| 70 | بقايا قصر الناصر محمد بن قلاوون      | الخليفة     | أنشأه السلطان المملوكي البحري الملك الناصر محمد بن قلاوون، وذلك عام 714هـ/ 1314م، ويقع في داخل قلعة صلاح الدين (قلعة الجبل) بحي الخليفة بمدينة القاهرة، ويعرف بالقصر الأبلق لأن واجهاته بنيت بمداميك من الحجر تتبادل اللونين الأبيض والأسود (مدماك أبيض يعلوه مدماك أسود وهكذا). | 549                                 |                                                                             |
| 71 | مدافن السادات المالكية               | الخليفة     | أنشئ هذا المدفن خلال العصر المملوكي البحري في القرن 8هـ/ 12م، ويقع في شارع السادات المالكية المتفرع من شارع السيدة نفيسة بحي الخليفة بمدينة القاهرة. | 560                                 |                                                                             |
| 72 | صهريج القلعة                         | الخليفة     | أنشأه السلطان المملوكي البحري الملك الناصر محمد بن قلاوون، وذلك عام 712هـ/ 1312م، ويقع داخل قلعة صلاح الدين (قلعة الجبل) بحي الخليفة بمدينة القاهرة. | 569                                 |                                                                             |
| 73 | سور الميدان                          | الخليفة     | أنشأه السلطان المملوكي البحري الملك الناصر محمد بن قلاوون، وذلك عام 712هـ/ 1312م، ويقع في شارع السيدة عائشة بحي الخليفة بمدينة القاهرة، وقد أقيم هذا السور ليحيط بالمنطقة التي كانت تتقدم القلعة من الناحية الشمالية حيث استخدمت تلك المساحة للتدريبات العسكرية وألعاب الفروسية. | 617                                 |                                                                             |
| 74 | قناطر مياه قانصوة الغوري             | السيدة زينب | أنشأها السلطان المملوكي الجركسي قانصوه الغوري، ما بين عامي 912هـ/ 1506م و914هـ/ 1508م، وتقع في شارع مجري العيون بحي السيدة زينب بمدينة القاهرة. | 78                                  |                                                                             |
| 75 | مسجد الأمير بشتاك                    | السيدة زينب | أنشأه الأمير المملوكي البحري بشتاك الناصري، وذلك عام 735هـ/ 1336م، ويقع في شارع درب الجماميز بحي السيدة زينب بمدينة القاهرة، ولم يبق من المسجد الأصلي سوي الباب والمئذنة، وفي عام 1278هـ/1861م قامت ألفت هانم قادن والدة مصطفى فاضل بتجديد المسجد، ويتكون تخطيط المسجد من ستة أروقة يتوسط سقفها شخشيخة (منور)، ويوجد في الضلع الجنوبي للمسجد حجرة دفن تضم عددًا من أسرة مصطفى باشا فاضل. | 205                                 |                                                                             |
| 76 | مدرسة وقبة صرغتمش                    | السيدة زينب | أنشأ هذه المدرسة الأمير صرغتمش الناصري أحد أمراء السلطان المملوكي البحري الناصر محمد بن قلاوون، وذلك عام 757هـ/ 1356م، وتقع في شارع الخضيري امتداد شارع الصليبة بجوار جامع بن طولون بحي السيدة زينب بمدينة القاهرة، وقد بنيت هذه المدرسة على أنقاض مبانٍ كانت تقع ضمن حدود مدينة القطائع الطولونية، وتلاصق المدرسة تماماً الجهة الشمالية الغربية لجامع أحمد بن طولون، وقام الأمير صرغتمش بتشييد هذه المدرسة لتدريس الفقه والحديث على المذهب الحنفي ولذلك فقد أضحت المدرسة موئلاً لأشهر علماء المذهب الحنفي خاصة من الفرس. وتتكون هذه المدرسة من صحن أوسط مكشوف تتوسطه فسقية ويحيط به أربعة إيوانات، أكبرها وأعمقها إيوان القبلة، يليه من حيث المساحة الإيوان المقابل له (الشمالي الغربي) ثم الإيوانين الجانبيين. وتنفرد هذه المدرسة بمميزات معمارية خاصة تظهر فيه التأثيرات الفارسية وخاصة القباب السمرقندية ذات الرقاب الطويلة، وقد افتحتت المدرسة في إحتفال مهيب حضره كبار رجال الدولة آنذاك، وكانت دار صرغتمش نفسها توجد بالقرب من هذه المدرسة في الموضع الذي تشغله الآن وكالة الغوري، وترتفع أرضية المدرسة عن مستوى المدخل قليلاً ولذلك يوجد سلم ذو خمس درجات يؤدي إلى الصحن، وقد دفن بالمدرسة من الشخصيات المهمة الأمير صرغتمش المدفون بالقبة داخل المدرسة وكذلك ابنه إبراهيم والعلامة قوام الدين الأتقاني.                                     | 218                                 |                                                                             |
| 77 | مدرسة وخانقاه سلار وسنجر             | السيدة زينب | أنشأها كلًا من الأمير سيف الدين سلار المنصوري والأمير علاء الدين سنجر الجاولي وهما من أمراء العصر المملوكي البحري، وذلك عام 703هـ/ 1303م، وتقع في شارع عبد المجيد اللبان (مراسينا سابقًا) بحي السيدة زينب بمدينة القاهرة، وتتكون هذه المنشأة من عدة وحدات، هي: مدفنان لكل منهما شكل مربع أحدهما لسلار والآخر لسنجر الجاولي، ويتقدمهما ممر مقبي نصل من خلاله إلى باقى أجزاء المنشأة التي تشتمل على صحن يحيط به عدد من خلاوي الصوفية وإيوان رئيسي يشتمل على المحراب في جداره الجنوبي الشرقي. | 221                                 | وتعرف بالمدرسة الجاولية                                                     |
| 78 | مسجد الست مسكة                       | السيدة زينب | أنشأته الست مسكة إحدى جواري السلطان المملوكي البحري الناصر محمد بن قلاوون، ما بين عامي 740هـ/ 1339م و741هـ/ 1340م، ويقع في حارة فقوسة المتفرعة من شارع الست مسكة الناصرية بحي السيدة زينب بمدينة القاهرة، ويتكون تخطيطه من مساحة مستطيلة يتوسطها صحن مكشوف يحيط به أربع ظلات، أكبرها وأعمقها ظلة القبلة. | 252                                 |                                                                             |
| 79 | مسجد أرغون شاه الأسماعيلي            | السيدة زينب | أنشأه الأمير المملوكي البحري أرغون شاه الإسماعيلي الكاملي، وذلك عام 748هـ/ 1347م، ويقع في شارع الجامع الإسماعيلي بمنطقة الناصرية بحي السيدة زينب بمدينة القاهرة، ويتكون تخطيطه من مساحة مستطيلة تنقسم إلى بلاطتين بواسطة صف من الدعائم. | 253                                 |                                                                             |
| 80 | مدرسة بشير أغا الجمدار               | السيدة زينب | أنشأ هذا الأثر في المنطقة الأثرية الشهيرة التي تعرف ببركة الفيل، في المكان الذي يعرف بحكر الخازن، وأصل مكان هذه المدرسة مسجد بناه الأمير سنقر السعدي صاحب المدرسة أو التكية المولوية الآن، وقد هدم الأمير سعد الدين بشير الجمدار الناصري أحد أمراء السلطان المملوكي البحري السلطان الناصر حسن هذا المسجد وبنى هذه المدرسة الصغيرة وذلك عام 761هـ/1359م، وذكرت المصادر التاريخية أنه كان بها خزانة للكتب، وقد ذكر المقريزي أن هذه المدرسة من المدارس اللطيفة ويقصد بذلك أنها بسيطة التكوين، وتطل هذه المدرسة على شارع نور الظلام ولذلك فقد عرفت في العصر العثماني بزاوية الشيخ الظلام، وقد قام بتجديدها الأمير عمر أغا دار السعادة سنة 1100هـ/ 1689م، وكان يشار لهذه المدرسة في القرن السابع عشر الميلادي في الوثائق باسم البشيرية. وتقع في شارع نور الظلام من الحلمية الجديدة بالدرب الأحمر بحي السيدة زينب بمدينة القاهرة، ولم يتبق من العمارة الأثرية لهذه المدرسة سوى الواجهة الرئيسية، وتشتمل على المدخل الرئيسي للمدرسة وبعض الكوابيل الحجرية التي لا زالت قائمة في الناحية الغربية، بالإضافة إلى إيوان القبلة. | 269                                 | وعرفت في دولة المماليك الجراكسة بالمدرسة البشيرية                           |
| 81 | رباط الآثار                          | مصر القديمة | أنشأه تاج الدين محمد بن الصاحب فخر الدين محمد خلال العصر المملوكي البحري، وذلك قبل عام 707هـ/ 1307م، ويقع في شارع أثر النبي بحي مصر القديمة بمدينة القاهرة، ويُقال له رباط الآثار لأن به قطعة من خشب وحديد يقال أنها من آثار النبي صلى الله عليه وسلم. | 320                                 |                                                                             |
| 82 | مدرسة الخروبية                       | مصر القديمة | أنشأها بدر محمد بن محمد علي الخروبي خلال العصر المملوكي البحري، وذلك عام 750هـ/ 1349م، وتقع في شارع القبوة بحي مصر القديمة بمدينة القاهرة. | 532                                 |                                                                             |
| 83 | قبة الأميرة طولبية                   | منشأة ناصر  | أنشأتها طولبية بنت عبد الله الناصرية إحدى أميرات السلطان المملوكي البحري الأشرف شعبان بن حسين، وذلك عام 765هـ/ 1364م، وتقع في شارع السلطان أحمد تجاه خانقاه أم أنوك بقرافة المماليك الشرقية بحي منشأة ناصر بمدينة القاهرة. | 80                                  |                                                                             |
| 84 | بقايا خانقاه خوند أم أنوك            | منشأة ناصر  | أنشأتها الخوند طغاي الناصرية أم أنوك أخت الأمير أقبغا عبد الواحد وزوجة السلطان المملوكي البحري الملك الناصر محمد بن قلاوون، وذلك قبل عام 749هـ/ 1348م، وتقع في شارع السلطان أحمد بقرافة المماليك الشرقية بحي منشأة ناصر بمدينة القاهرة، وقد اندثر معظمها، ولم يتبق سوى إيوان القبلة ويتكون من مساحة مستطيلة يغطيها قبو مدبب، كما يوجد بقايا من خلوات الصوفية، والقبة المدفن وتتكون من مساحة مربعة يغطيها فبة مضلعة ترتكز على ثلاثة صفوف من المقرنصات. | 81                                  |                                                                             |
| 85 | قبة الوزير                           | منشأة ناصر  | أنشأها الوزير المملوكي البحري شاهين بن عبد الله الحسيني خلال القرن 8هـ/ 14م، وتقع في حارة سليمان المتفرعة من شارع الورشة بقرافة المماليك الشرقية بحي منشأة ناصر بمدينة القاهرة. | 84                                  |                                                                             |
| 86 | قبة الأمير تنكزبغا                   | منشأة ناصر  | أنشأها الأمير المملوكي البحري تنكزبغا بن عبد الله الحسامي الناصري، وذلك عام 764هـ/ 1362م، وتقع في شارع التنكزية متفرع من شارع طريق النصر بقرافة المماليك الشرقية بحي منشأة ناصر بمدينة القاهرة. | 85                                  |                                                                             |
| 87 | قبة طشتمر                            | منشأة ناصر  | أنشأها الأمير المملوكي البحري طشتمر البدري الناصري، وذلك عام 735هـ/ 1334م، وتقع في شارع الدرملي المتفرع من شارع السلطان أحمد خلف مسجد السلطان قايتباي بقرافة المماليك الشرقية بحي منشأة ناصر بمدينة القاهرة. | 92                                  | وتعرف بــ خمص أخضر                                                          |
| 88 | قبة يونس الدوادار                    | منشأة ناصر  | أنشأها الأمير المملوكي البحري يونس الدوادار، في الفترة ما بين عامي 783 هـ/ 1381 م و 784 هـ/ 1382م، وتقع في حارة خانقاه فرج بن برقوق متفرعة من ميدان برقوق بقرافة المماليك الشرقية بحي منشأة ناصر بمدينة القاهرة | 157                                 |                                                                             |
| 89 | قبة الأمير طبغا الطويل               | منشأة ناصر  | أنشأها الأمير المملوكي البحري طيبغا الطويل، وذلك عام 768هـ/ 1366م، وتقع في شارع دائرة والدة هانم؛ قرافة المماليك الشرقية؛ حي منشأة ناصر بمدينة القاهرة. | 372                                 |                                                                             |
| 90 | جامع السلطان الظاهر بيبرس البندقداري | الوايلي     | أنشأه السلطان المملوكي البحري الظاهر ركن الدين بيبرس البندقداري ما بين عامي 665هـ/ 1266م و667هـ/ 1268م، ويقع في شارع الجيش بميدان الظاهر بحي الوايلي بمدينة القاهرة، ويتبع المسجد التخطيط التقليدي للمساجد الإسلامية الذي يعتمد على وجود صحن أوسط مكشوف تحيط به أربع ظلات، ويحيط به من الخارج سور من الحجر، وقد قويت أركان الجامع الخارجية بأربعة أبراج، كما يحتوي المسجد على ثلاثة مداخل تذكارية تبرز عن مستوى السور الخارجي | 1                                   |                                                                             |
| 91 | قبة آق ستقر                          | عابدين      | أنشأها الأمير المملوكي البحري آق سنقر الرومي، وذلك عام 740هـ/ 1339م، وتقع في عطفة الأنصاري بدرب البجامون؛ شارع بورسعيد بحي عابدين بمدينة القاهرة. | 310                                 |                                                                             |
| 92 | جامع الأمير حسين                     | الموسكي     | أنشأه الأمير المملوكي البحري حسين بن أبي بكر بن حيدر الرومي، وذلك عام 719هـ/ 1319م، ويقع في شارع الأمير حسين من شارع بورسعيد، المناصرة، باب الخلق بحي الموسكي بمدينة القاهرة. | 233                                 |                                                                             |
| 93 | باب المزهرية                         | باب الشعرية | أنشأه الأمير المملوكي البحري محمد بن أبي بكر مزهر، وذلك عام 698هـ/ 1298م، ويقع في شارع البنهاوي قرب باب الفتوح بحي باب الشعرية بمدينة القاهرة. | 8                                   |                                                                             |
| 94 | مئذنة وبقايا مسجد الخطيري            | بولاق       | أنشأها الأمير المملوكي البحري عز الدين أيدمر الخطيري، وذلك عام 737هـ/ 1336م، وتقع في شارع بولاق الجديد بحي بولاق بمدينة القاهرة. | 341                                 |                                                                             |